# Yōsuke Fujigaya
Yōsuke Fujigaya (藤ヶ谷 陽介 Fujigaya Yōsuke?,  Hamamatsu, Shizuoka, Japón, 13 de febrero de 1981) es un exfutbolista japonés. Jugaba de guardameta y su último club fue el Gamba Osaka de la J1 League de Japón.

## Trayectoria

### Clubes
| Club              | País  | Año         |
| ----------------- | ----- | ----------- |
| Consadole Sapporo | Japón | 1999 - 2004 |
| Gamba Osaka       | Japón | 2005 - 2013 |
| Júbilo Iwata      | Japón | 2014        |
| Gamba Osaka       | Japón | 2015 - 2017 |

### Selección nacional
| Selección | País  | Año         |
| --------- | ----- | ----------- |
| Sub-20    | Japón | 1999 - 2001 |
| Sub-23    | Japón | 2002        |

## Palmarés

### Títulos nacionales
| Título             | Club              | País  | Año  |
| ------------------ | ----------------- | ----- | ---- |
| J2 League          | Consadole Sapporo | Japón | 2000 |
| J1 League          | Gamba Osaka       | Japón | 2005 |
| Supercopa de Japón | Gamba Osaka       | Japón | 2007 |
| Copa J. League     | Gamba Osaka       | Japón | 2007 |
| Copa del Emperador | Gamba Osaka       | Japón | 2008 |
| Copa del Emperador | Gamba Osaka       | Japón | 2009 |
| J2 League          | Gamba Osaka       | Japón | 2013 |
| Supercopa de Japón | Gamba Osaka       | Japón | 2015 |
| Copa del Emperador | Gamba Osaka       | Japón | 2015 |

### Títulos internacionales
| Título                      | Club (*)    | Sede     | Año  |
| --------------------------- | ----------- | -------- | ---- |
| Liga de Campeones de la AFC | Gamba Osaka | Adelaida | 2008 |

(*) Incluyendo la selección